# Giberto Borromeo
Giberto Borromeo (Milão, 28 de setembro de 1615 - Nettuno, 6 de janeiro de 1672) foi um cardeal do século XVII

## Biografia
Nasceu em Milão em 28 de setembro de 1615. Dos condes de Arona. O mais velho dos três filhos de Carlo Borromeo, conde de Arona, e Isabella d'Adda. Os outros irmãos eram Renato e Vitaliano. Sobrinho do cardeal Carlo Borromeo (1560). Primo do cardeal Federico Borromeo, Jr. (1670). Tio do cardeal Giberto Bartolomeo Borromeo (1717). Tio do Cardeal Gaetano Stampa (1739), por parte de mãe. Tio-avô do cardeal Vitaliano Borromeo (1766). Outros cardeais da família foram Federico Borromeo, Sr (1587); e Edoardo Borromeo (1868). Seu primeiro nome também está listado como Ghiberto; como Gilberto; e como Girberto.
Estudos iniciais no colégio jesuíta de Brera, em 1634; depois, na Universidade de Pavia, onde se doutorou em teologia em 1636; ele havia se tornado patrono da instituição em 1631, sucedendo a Federico Borromeo, iuniore , futuro cardeal..
Foi para Roma em 1637 e ingressou na corte papal. Vice-legado e comissário da província do Patrimônio e do território de Ferrara. Nomeado ministro e conselheiro do Cardeal Camillo Pamphilj pelo Papa Inocêncio X. Secretário da SC da Sagrada Consulta , em 2 de maio de 1650..
Criado cardeal e reservado in pectore no consistório de 19 de fevereiro de 1652; publicado no consistório de 2 de março de 1654; recebeu o chapéu vermelho e o título de Ss. Giovanni e Paolo, 23 de março de 1654. Participou do conclave de 1655, que elegeu o Papa Alexandre VII. Legado em Romandiola, 23 de abril de 1657. Camerlengo do Sacro Colégio dos Cardeais, 14 de janeiro de 1664 até 12 de janeiro de 1665. Participou do conclave de 1667, que elegeu o Papa Clemente IX. Participou do conclave de 1669-1670, que elegeu o Papa Clemente X..
Morreu em Nettuno em 6 de janeiro de 1672, perto das 21 horas, Nettuno, diocese de Albano. Exposta na igreja de S. Carlo al Corso, em Roma, onde se realizou o funeral a 8 de janeiro de 1672, e sepultada nessa mesma igreja..